# Pax æterna
Pax æterna er en dansk stumfilm fra 1917, instrueret af Holger-Madsen og produceret af Nordisk Film Kompagni. Filmen var Nordisk Films Ole Olsen egen ide, og skabt som svar på 1. verdenskrig. Ole Olsen ville prøve at bevæge de stridende parter til fred. Det var verdens første anti-krigsfilm.[kilde mangler]

## Handling
Kong Elin XII (Frederik Jacobsen) er en fredselskende leder af en europæisk nation. Han er blevet givet tilnavnet Fredsfyrsten, hvilket han anser som den højeste æresbevisning, en mand kan få. Kongen har dedikeret sit liv til den evige fred – pax æterna – mellem nationerne, og har i dette arbejde fået stor hjælp af den højt respekterede professor Friherre Claudius (Philip Bech), som udgiver overbevisende videnskabsmand værker og holder bevægende foredrag for den gode sags tjeneste. Også professorens søn Gregor (Marius Egeskov) og højtbegavede og smukke datter Bianca (Zanny Petersen) involverer sig i fredsagen med liv og sjæl. Professorens foredrag samler ikke kun blomsten af landets egen ungdom – inkl. Kronprins Alexis (Carlo Wieth) – men tillige studenter fra mange andre civiliserede lande, heriblandt Malcus (Anton de Verdier) fra nabostaten. Malcus har forelsket sig i den skønne Bianca, men desværre kan hun ikke gengælde kærligheden, da hendes hjerte allerede tilhører kronprinsen. Kronprinsen elsker så til gengæld også hende, men da han er så langt over hendes stand, føler hun ikke, hun nogen sinde kan gøre sig forhåbning om, at han kan blive hendes mand.
Uheldigvis deler nabostaten ikke Fredsfyrstens ærværdige fredsidealer, og har flere gange giver udtryk for, at de godt kunne se en fordel i en rask krig. Fredsfyrstens krigsminister (Carl Lauritzen) foreslår, at komme nabostaten i forkøbet ved at erklærer krig først, men det vil kongen ikke høre tale om. Indtil videre er krigen kun afværget ved konges kloge ledelse, men kongen er gammel og snart er han død – ramt af et hjerteslag. Og knapt er han begravet før krigen bryder ud. Nabolandet udsender en krigserklæring og angriber over grænsen.
For Friherre Claudius kommer krigen som et chok, men han vil alligevel ikke lade det forstyrre sit livsværk – bogen "Pax æterna", hvori han som sædvanligt bistås af datteren Bianca. Krigen tvinger Friherre Claudius og Bianca på flugt til hovedstaden, hvor de melder sig ind i Røde Kors. De to venner Malcus og Gregor indgår i krigen for hver sit land, og møder hinanden på slagmarken som fjender. Ved et tilfælde bliver Gregor dræbt af Malcus, der blive så forfærdet over sin dåd, at han kaster sig ud i slaget med uhæmmet vildskab, og snart er også han død. Slaget vindes af landet hvor Alexis nu er konge efter Kong Elin. Men prisen er forfærdende, og det bliver Bianca selv, der finder sin bror og hans bedste ven Malcus på slagmarken. I stedet for at prøve at drage fordel ved krigslykken, sender Alexis en fredsekspedition til nabostaten såvel som alle andre europæiske nationer. Alexis agter at iværksætte en slags kongres, hvor alle verdens fremtidige stridsspørgsmål skal kunne afgøres på fredelig vis. Alexis vil have Friherre Claudius som leder af ekspeditionen, men med tabet af sin søn har Claudius også mistet troen på at det nytter. Ikke så hans datter. Bianca taler passioneret for fredsekspeditionen, og overtaler også snart sin far til at fatte mod. Ekspeditionen, og den efterfølgende fredskongres, bliver en stor succes ikke mindst takket være Biancas lidenskabelige arbejde, og alle Europas nationer dedikerer sig til sagen om pax æterna. Siden søger Alexis folkets opbakning i at tilsidesætte hofetikette og få lov til at ægte den borgerlige Biancas, hvilket de entusiastisk giver.

## Medvirkende
| Skuespiller       | Rolle                          |
| ----------------- | ------------------------------ |
| Frederik Jacobsen | Kong Elin XII                  |
| Carlo Wieth       | Kronprins Alexis               |
| Carl Lauritzen    | Wilmer, krigsminister          |
| Philip Bech       | Friherre, prof. Claudius       |
| Zanny Petersen    | Bianca, Claudius' datter       |
| Marius Egeskov    | Gregor, Claudius' søn, student |
| Anton de Verdier  | Malcus, stud. fra nabostaten   |
| Axel Mattsson     |                                |
| Erik Holberg      |                                |
| Axel Boesen       |                                |
| Peter Jørgensen   |                                |
| Julie Henriksen   |                                |
| Agnes Lorentzen   |                                |
| Aage Lorentzen    |                                |
| Aage Hertel       |                                |
| Charles Willumsen |                                |
| Doris Langkilde   |                                |

## Titler
danske supplerende titler
- Den evige Fred

udenlandske titler:
- engelsk: Peace on Earth
- portugisisk: A paz eterna